# Mimetus caudatus
Mimetus caudatus är en spindelart som beskrevs av Wang 1990. Mimetus caudatus ingår i släktet Mimetus och familjen kaparspindlar. Inga underarter finns listade i Catalogue of Life.